# Ananuri (wieś)
Ananuri (gruz. ანანური) – wieś w Gruzji, w regionie Mccheta-Mtianetia, w gminie Duszeti. W 2014 roku liczyła 336 mieszkańców. W pobliżu miejscowości znajduje się zabytkowa twierdza.